# Zeruá
Zeruá é mãe de Jeroboão I, primeiro Rei de Israel após a divisão das 12 tribos.